# Rosularia davisii
Rosularia davisii är en fetbladsväxtart som beskrevs av Muirh.. Rosularia davisii ingår i släktet Rosularia och familjen fetbladsväxter. Inga underarter finns listade i Catalogue of Life.